# Мальцан, Ада фон
Баронесса Ада Мальцан (нем. Ada von Maltzahn; урождённая Кноблох; 14 мая 1854, Чарнкув, Великопольское воеводство — 10 мая 1922, Свиноуйсьце, провинция Померания) — немецкая писательница и сценаристка XIX века, которая в основном публиковалась как Ада фон Герсдорф, под фамилией своего первого мужа.

## Биография
Ада фон Кноблох родилась 14 мая 1854 года в городке Чарнкуве в семье местного районного администратора, когда он был под протекторатом провинции Позен в Западной Пруссии (ныне часть современной Польши).
Она вышла замуж за капитана прусской армии Геро фон Герсдорфа, но брак их быстро распался, и она вернулась в Пруссию в дом своих родителей вместе с сыном. В 1878 году её отец приобрёл имение в Судникене и стал бароном фон Хаузен-Обье, но был более известен как фон Кноблох.
Следующую часть своей жизни Ада фон Кноблох провела, много путешествуя по стране и за рубежом. Находясь в Берлине, она приняла участие в придворных торжествах последних дней кайзера Вильгельма I. 

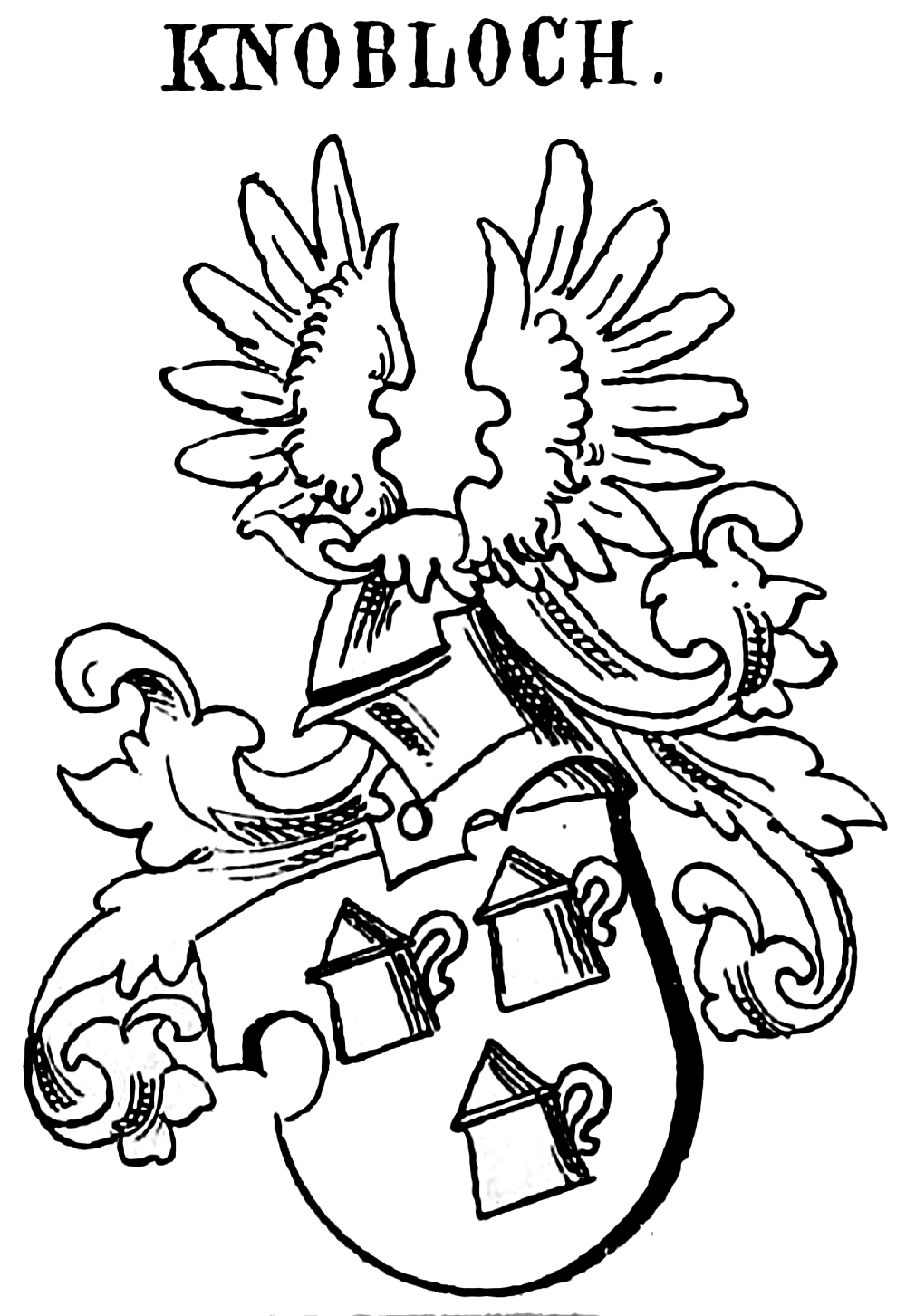
Герб рода Кноблох

Затем она переехала жить в меньшее имение своего отца в Крумтайхе недалеко от Тремпау в Восточной Пруссии.
19 мая 1894 года в Берлине она вторично вышла замуж за Людольфа Гельмута фон Мальтцана, который умер через 10 лет, а Ада фон Мальтцан продолжала жить в немецкой столице ещё много лет.
Фон Мальтцан была очень известна благодаря написанию романов, повестей и юмористических рассказов; многие из них также включали элементы романтики. Романы баронессы были настолько популярны в начале двадцатого века, что их можно было приобрести не только в европейских, но и во многих американских книжных магазинах или взять напрокат в библиотеках Нового Света.
В 1910 году она опубликовала роман «Герда Геровиус», а с 1912 по 1913 год она написала сценарий одноимённого немецкого немого фильма, снятого берлинской компанией «Messter Film». Вполне невинный по нынешним временам фильм, в котором снялась актриса Эльза Бассерман и был снят режиссёром Хансом Оберлендером, был настолько зацепил цензуру, что постановлением полиции в Берлине и Мюнхене, в соответствии с местными пуританскими законами был разрешён к показу только для взрослых.
Умерла 10 мая 1922 года в городе-порте Свиноуйсьце (расположен на островах Узедом и Волин, между которыми находится река Свина), который после Второй мировой войны был также передан Польше.